# 第16太陽週期

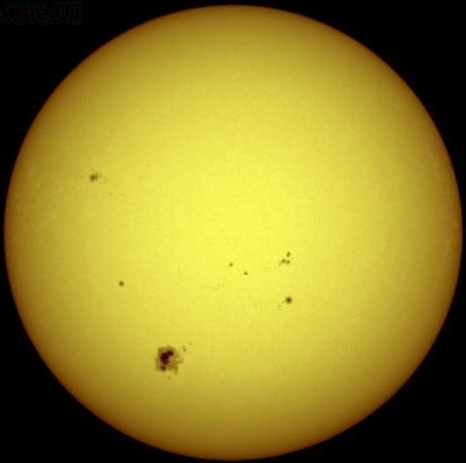
太陽和一些可見的黑子。

第16太陽週期是從1755年開始紀錄太陽黑子以來的第16太陽週期，這個週期開始於1923年8月，結束於1933年9月，持續了10.1年。最大平滑黑子數(超過12個月期間的黑子月平均數值)為78.1，最小的數值為3.5，在這個週期內總共約有568天沒有黑子。